# Chrustal'nyj
Chrustal'nyj (in ucraino Хрустальний?; in russo Хрустальный?) o Krasnyj Luč (in ucraino Красний Луч?; in russo Красный Луч?) è de iure una città dell'Ucraina situata nell'Oblast' di Luhans'k della regione storica del Donbass, nel sud-est del paese, ma dall'aprìle 2014 è de facto parte dell'autoproclamata Repubblica Popolare di Lugansk a sostegno della Russia.
Il numero degli abitanti è in lento, costante, declino. Di circa 115.000 (nel 1993), era sceso a 94.875, nel 2001, e stimato in 89.688, nel 2005. 

La denominazione attuale è stata decisa nel 2016 dalle autorità ucraine, ma non è riconosciuta dalle autorità russe, per le quali la città conserva il nome di Krasnyj Luč (in ucraino Красний Луч?; in russo Красный Луч?.

## Storia
La città venne fondata come Krindačëvka (in ucraino Криндачівка?, Kryndačivka) all'inizio del XX secolo, e ribattezzata Krasnyj Luč nel 1920. La città divenne uno dei più importanti centri minerari del bacino carbonifero del Donec.

## Monumenti e luoghi d'interesse

### Muro degli Onori

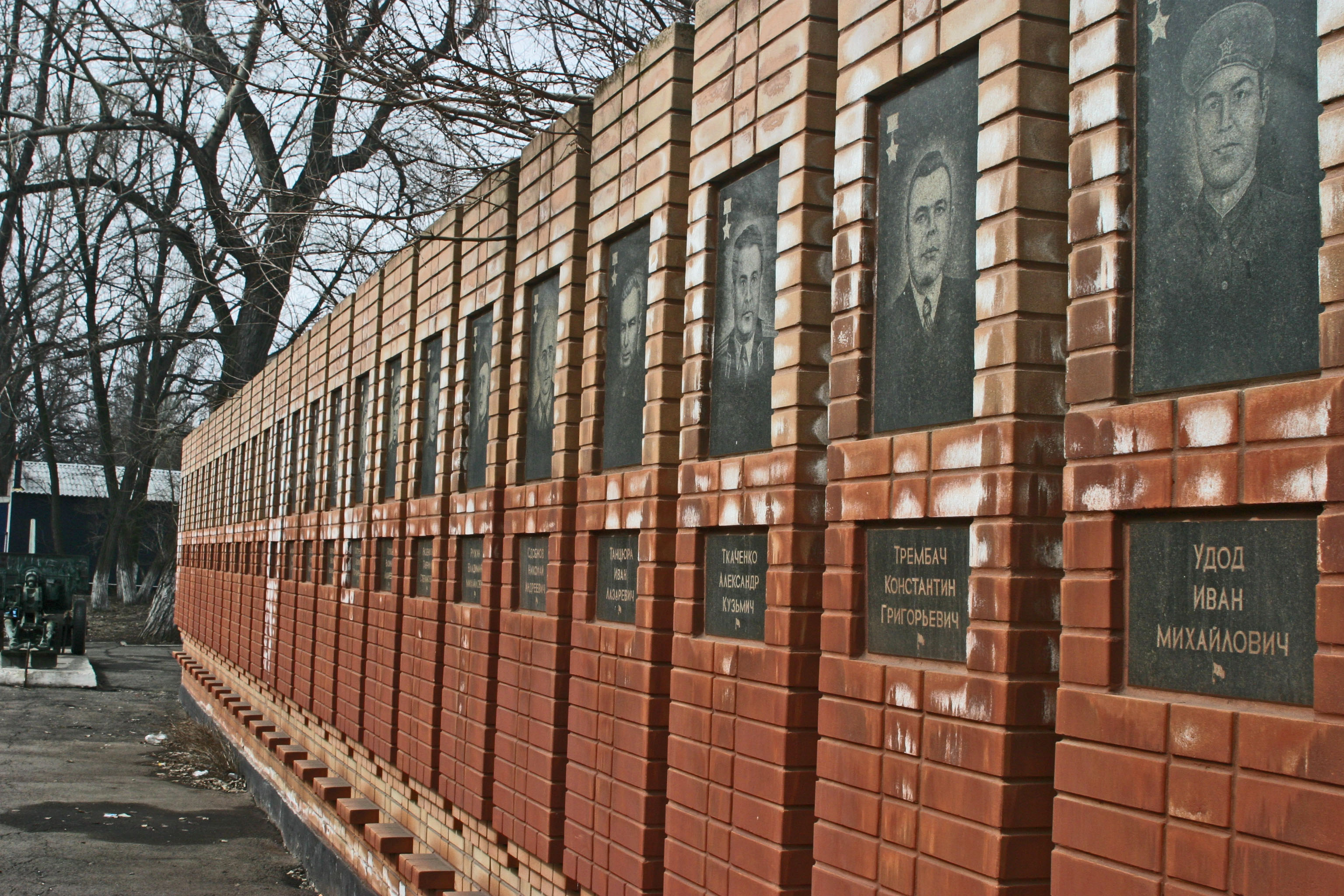
Veduta del Muro degli Onori

Il Muro degli Onori è un monumento commemorativo dedicato ai caduti durante la seconda guerra mondiale situato nei pressi del fiume Mius. Il memoriale ricorda gli eroi di guerra ed i lavoratori che impegnarono le forze della Wehrmacht sulla linea di fronte che passava nella città ucraina e che contribuirono alla liberazione del territorio del Donbass. Tra i personaggi storici ricordati vi è l'aviatrice e pilota da caccia Lidija Litvjak che da qui partì per la sua ultima missione operativa prima del suo abbattimento.

## Economia
L'economia della città si basa principalmente sull'industria mineraria, in particolare l'estrazione del carbone per la presenza di antracite nel territorio.

## Sport
Chrustal'nyj è nota in campo sportivo per i risultati ottenuti dalla locale squadra giovanile in varie discipline, soprattutto atletica, calcio e sollevamento pesi.